# F・MAP
F・MAP（フマップ）はフジテレビアナウンサー3人による音楽ユニットである。1996年結成。2025年は29年ぶりの再結成を果たす。
グループ名は「Fuji Men's Announcer Project」の略。むろんSMAPのパロディの意味である。

## メンバー
当時フジテレビアナウンサー（福井の退社後についてはフリーを含む）
- 福井謙二
- 三宅正治
- 青嶋達也
福井以外は競馬中継担当者

## ディスコグラフィー

### シングル
走れマキバオー（1996年3月21日）
アニメ『みどりのマキバオー』主題歌。オリコン最高41位。
作詞：池田謙吉／替え歌：大田一水／作曲：池田謙吉、前田伸夫／編曲：石川鷹彦
原曲はソルティー・シュガーの「走れコウタロー」。
メインボーカルは福井が担当。間奏の競馬実況は青嶋、青島幸男（東京都知事、当時）のモノマネは福井。
アニメーションでは表記されてはいないが8センチシングルCDの発売元はフジテレビ系アニメソングを多く手がけるメディア・レモラス（ポニーキャニオン）。

## 出演
- HEY!HEY!HEY! MUSIC CHAMP（1996年4月22日放送、「Who are you? 誰やねん!」のコーナー）[注 1]